# اروپورتس دو مالی
اروپورتس دو مالی (انگلیسی: Aéroports du Mali) شرکت ترابری در مالی است، که در سال ۱۹۷۰ تأسیس شد.